# يوهان سميت
يوهان سميت (4 فبراير 1994 - ) (بالإنجليزية: Johann Smit)‏ هو لاعب كريكت جنوب أفريقي.

## وصلات خارجية
- يوهان سميت على موقع إي آس بي آن كريك إنفو (الإنجليزية)